# Röd fotblomfluga
Röd fotblomfluga (Platycheirus granditarsis) är en tvåvingeart som först beskrevs av Forster 1771.  Röd fotblomfluga ingår i släktet fotblomflugor, och familjen blomflugor. Arten är reproducerande i Sverige. Inga underarter finns listade i Catalogue of Life.